# Australobarbarus

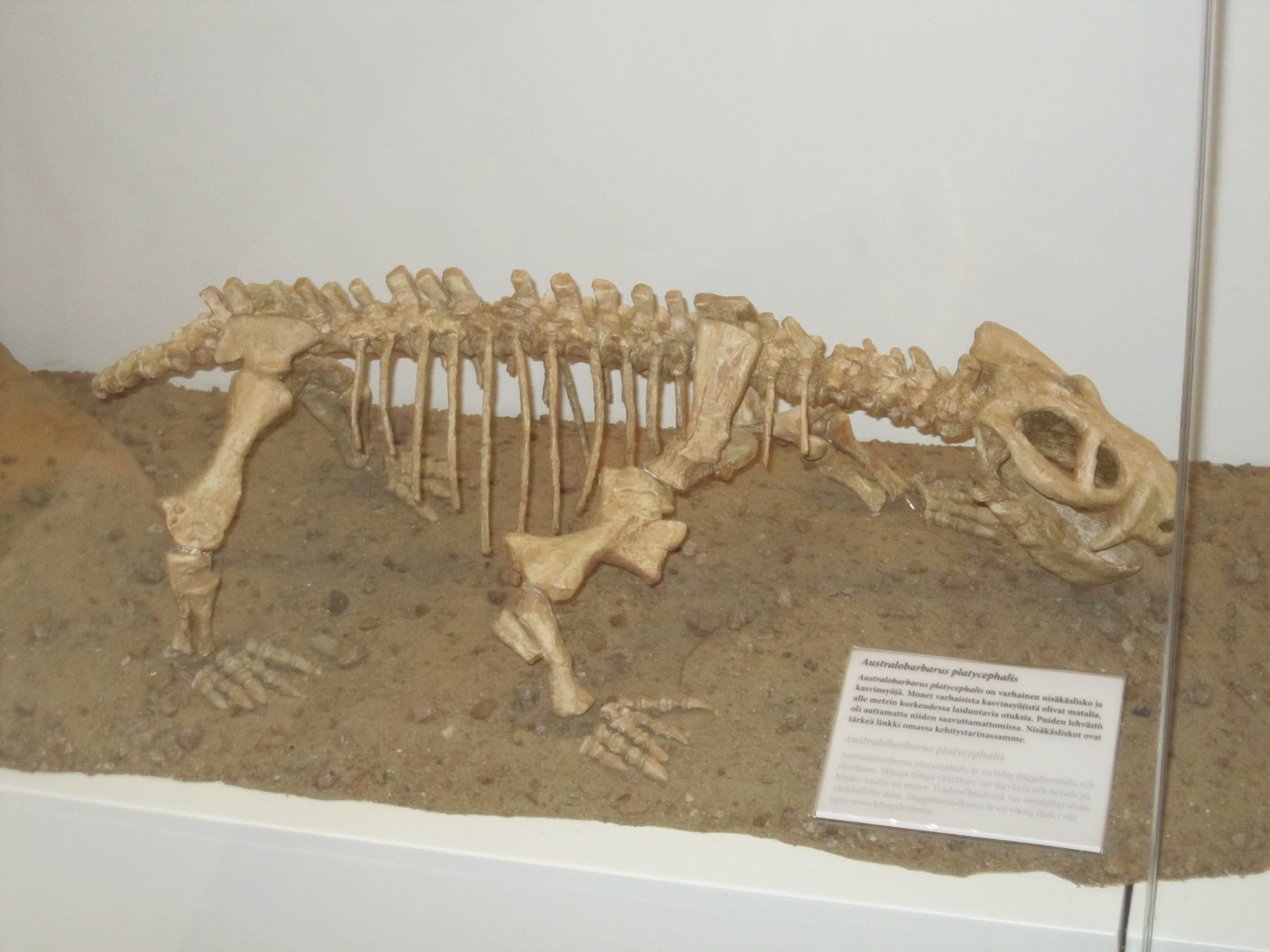
Скелет у Гельсинському природознавчому музеї (Фінляндія)

Австралобарбар (Australobarbarus) — рід примітивних  дицинодонтів з пізнього  перму Кіровської області (Росія) (Котельнічеська фауна). Рід описаний А. О. Куркіним в 2000 р., назва перекладається як «південний варвар». Справа в тому, що австралобарбар належить до південноафриканської родини (або підродини) Cryptodontidae, будучи одним з небагатьох її представників у північних фаунах. Череп сплощений, довжиною до 30 см. Виличні дуги широкі. Ікла-бивні невеликі, можуть бути відсутні. Іноді є залишки щелепних зубів: піднебіння могло бути не зроговілим. Мабуть, харчувалися водною рослинністю.
Досить численні в місцезнаходженні Порт Котельнич (верхньотатарський под'ярус, Сєверодвинський горизонт), складаючи до 15% знахідок. Два види — A. kotelnitshi (типової вид) і A. platycephalus. У 2006 р. з відкладень пізнішого ільїнського субкомплексу в Татарстані (Сьомін Яр) був описаний близький дицинодонт Idelisaurus tatarica.

## Ресурси Інтернету
- http://www.museum.ru/C5057 [Архівовано 16 липня 2014 у Wayback Machine.]
- http://fossils.valdosta.edu/fossil_pages/fossils_per/t70.html [Архівовано 20 червня 2010 у Wayback Machine.]
- http://www.springerlink.com/index/U1R4154T86110561.pdf%5Bнедоступне+посилання+з+листопадаа+2019%5D
- http://www.paleofile.com/Demo/Mainpage/Taxalist/Dicynodon.htm [Архівовано 29 вересня 2007 у Wayback Machine.]